# Paul-Marie Guillaume
Pour les articles homonymes, voir Guillaume.
Paul-Marie Guillaume, né le 31 octobre 1929 à Dunkerque, est un évêque catholique français, évêque émérite de Saint-Dié depuis 2005.

## Biographie

### Formation
Le cursus de formation de Paul-Marie Guillaume l'a conduit dans trois pays différents. En effet il a étudié en France à l'Institut catholique de Paris et à l'Institut de droit canonique de Strasbourg, en Italie à l'Institut biblique pontifical de Rome et en Israël à l'École biblique et archéologique de Jérusalem. Il a obtenu une licence de théologie et une autre en Écriture sainte.

### Prêtre
Il a été ordonné prêtre le 9 avril 1955 pour le diocèse d'Amiens.
Son ministère sacerdotal a été essentiellement consacré à l'enseignement. 
En effet, après avoir été professeur de collège et au petit séminaire d'Amiens, il a enseigné au grand séminaire de Soissons de 1962 à 1969, avant de devenir professeur à l’Institut supérieur de pastorale catéchétique de Paris (ISPC) de 1969 à 1971. De 1971 à 1984 il est chargé de cours bibliques dans le diocèse d'Amiens tout en étant professeur au grand séminaire de Lille de 1980 à 1983.

### Evêque

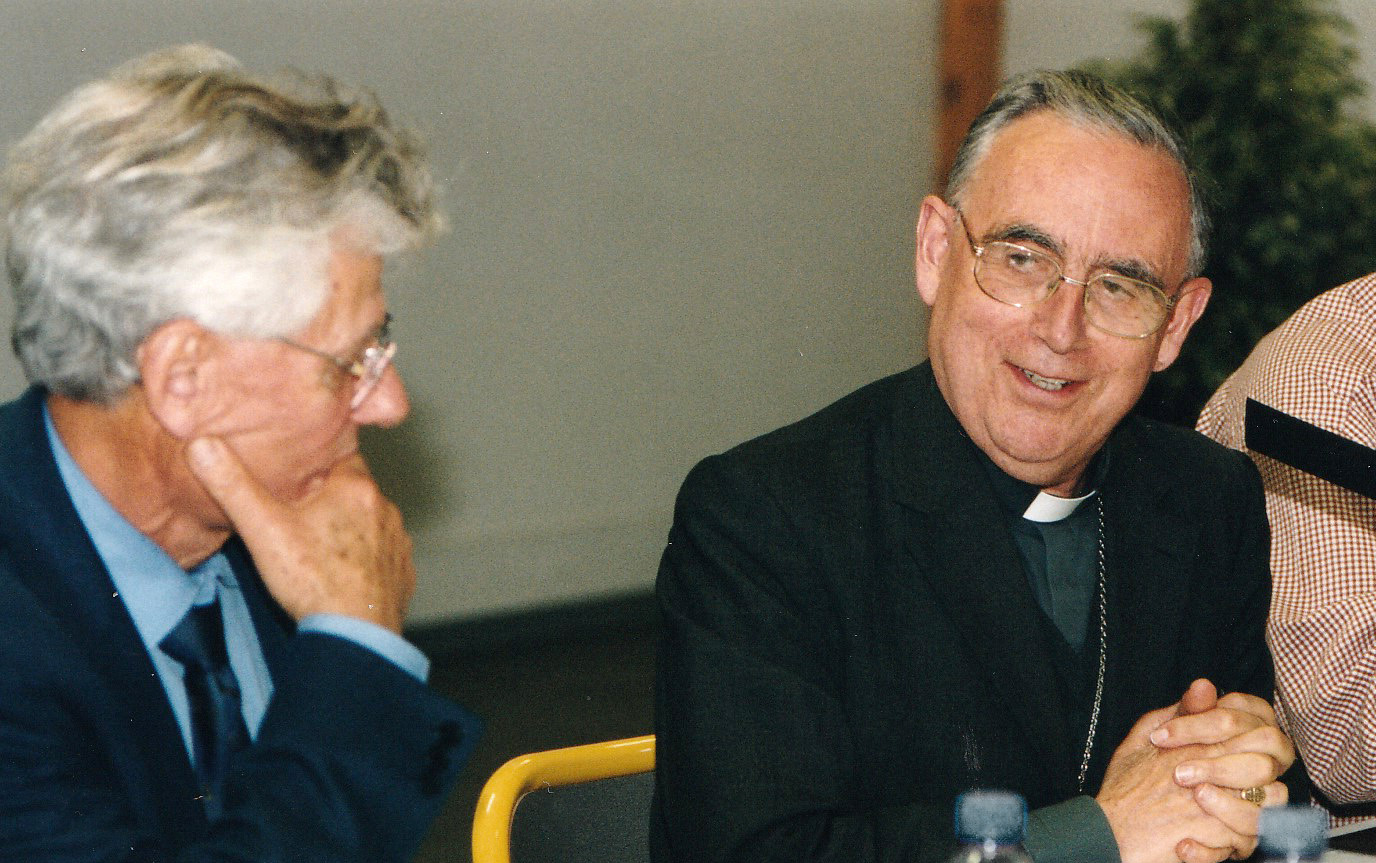
Paul-Marie Guillaume échangeant avec Noël Copin lors du Festival international de géographie en 2002.

Nommé évêque de Saint-Dié le 29 octobre 1984, il a été consacré le 9 décembre de la même année. Il s'est retiré de ses fonctions le 14 décembre 2005, pour raison d'âge. 
Au sein de la Conférence des évêques de France, il a été membre de la Commission de la vie consacrée et du Comité permanent pour les affaires économiques.
Pour la Curie romaine, il est membre de la Commission pontificale pour les biens culturels de l'Église.

### Retraite
Il devient aumônier des cisterciennes de l'abbaye de Blauvac située au pied du Mont Ventoux, après avoir quitté son diocèse de Saint-Dié. Il intervient également à l'abbaye bénédictine Sainte-Madeleine du Barroux.